# Ole Olsen Malm
Ole Olsen Malm, född 14 mars 1854 i Stavanger, död 16 maj 1917 i Kristiania (nuvarande Oslo), var en norsk läkare och veterinär.
Malm tog medicinsk examen 1880 och var verksam som kommunläkare på olika orter tills han 1887 sändes utomlands för att i tre år studera veterinärmedicin. Han tog sig till Köpenhamn och antogs på Veterinær- og Landbohøjskolen, där han 1889 tog djurläkarexamen. Samtidigt arbetade han i två år på Köpenhamns universitets bakteriologiska laboratorium, där han en tid var assistent hos Carl Julius Salomonsen. Han reste därefter till Paris, där han under Pierre Paul Émile Roux ledning arbetade på Pasteurinstitutet. Samtidigt besökte han veterinärskolan i Alfort och deltog i veterinärinspektionen i Paris och departementet Seine. Han fortsatte sina veterinärstudier i Storbritannien, Belgien och Tyskland och kom tillbaka till Kristiania 1890, där han blev överläkare vid veterinärväsendet och föreståndare för det veterinärpatologiska laboratoriet, som han hade tillkommit på hans initiativ. Han låg även bakom det animala vaccininstitutet, för vilket han blev föreståndare 1891. 1894 blev han doctor medicinæ 1894 på en avhandling om tuberkulin. Åren 1894–1906 och  1907–1917 var han direktör for veterinärväsendet, där han det mellanliggande året var ledamot av Stortinget.
Malm var en av de första som renodlade tuberkelbaciller, framställde tuberkulin och producerade antidifteriskt serum. Han var medstiftare av Pasteurlegatet, vars ordförande han var från stiftandet 1892. I en mängd skrifter behandlade han främst veterinärbakteriologiska och hygieniska ämnen. Särskilt kan nämnas Om en ny Ordning af det civile Lægevæsen (1887) och Kopper og Vaccination i Norge (1915).